# عنبر والألوان (فلم)
عنبر والألون هو فيلم رومانسي-مصري صدر في 21 ماؤس 2001، من إخراج عادل الأعصر وتأليف سمية عريشة. الفيلم من بطولة حسين فهمي ومعالي زايد وآثار الحكيم.

## القصة
تتعرف الفنانة التشكيلية هبة بعازف العود الكفيف عنبر أثر اصطدامه بحامل لوحة الرسم على شاطئ الإسكندرية، عنبر يسكن شقة صغيرة. جارته أزهار ترمى شباكها حول عنبر، حين يطلبها للزواج ترفض أمها هذه الزيجة من كفيف، تتزوج ازهار من صاحب محل ملابس، إلا أنه يموت في ليلة الدخلة، وترث عنه الكثير من أمواله، يتزوج عنبر من أزهار، تخون أزهار عنبر مع المحامى عاصم، يعرف عنبر حقيقة هذه الخيانة بعد ضبطها في منزل الزوجية، يطلق عنبر أزهار في نفس الوقت تنفصل هبة عن خطيبها، وتعود تلتقى بعنبر وتقف بجانبه للانتهاء من لحن أعده للأطفال، وينتهى اللحن ويفوز الأطفال في المسابقة، ويفوز عنبر أيضا بهبة الفتاة الطيبة.

## طاقم العمل
معالي زايد (أزهار)
محمود الجندي (رضوان)
آثار الحكيم (هبة)
ألفت سكر
أحمد البرعي
محيي الدين عبدالمحسن (حشادي)
بسام رجب (عماد)
محمود طوبار
آمال حسنى
فتحية عبدالغنى
هويدا عز الدين
نبوية السيد
بركات زكى
ليلى جمال
سماح عباس
صباح محمود
حازم فؤاد
خالد عبدالغفار
عبير حسني

## روابط خارجية
- مقالات تستعمل روابط فنية بلا صلة مع ويكي بيانات